# Jorgucat
Jorgucat (albanisch auch Jorgucati; griechisch Γιωργουτσάτες Giorgoutsátes), oder auch Jergucat (alb. auch Jergucati) genannt, ist ein Dorf und Hauptort der Gemeinde Dropull im Qark Gjirokastra im Süden Albaniens nahe der Grenze zu Griechenland. Wie die gesamte Gemeinde ist auch Jorgucat offiziell zweisprachig und führt neben der Amtssprache Albanisch auch die lokale Amtssprache Griechisch.

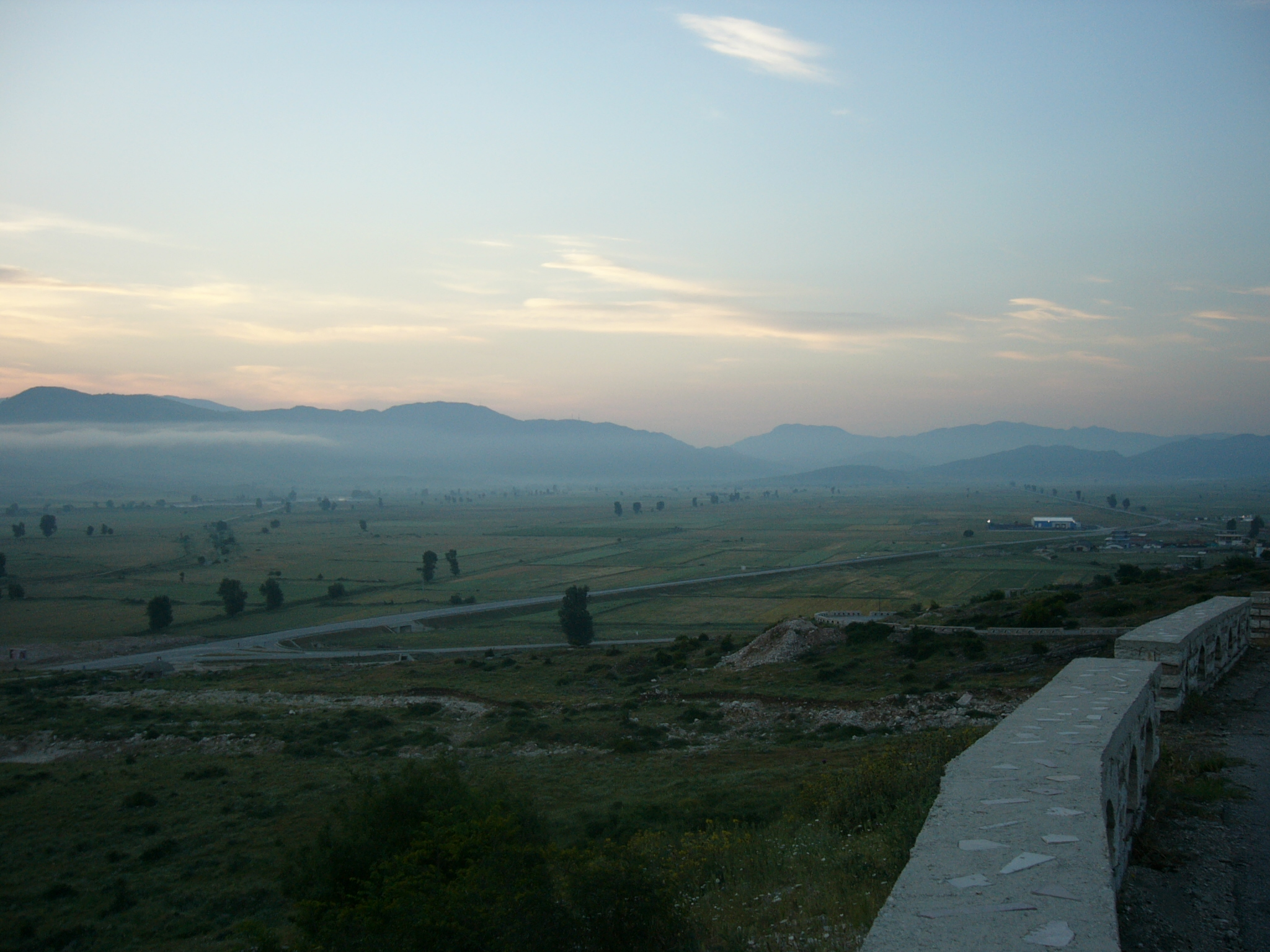
Straßenkreuzung am Dorfrand von Jorgucat

Jorgucat liegt in der historisch-geographischen Region von Dropull am Rand des Flusstals des Drino am Nordosthang des Mali i Gjerë auf rund 240 m ü. A. Ein kleiner Bach durchfließt das Dorf.
Der albanisch-griechische Grenzübergang bei Kakavija befindet sich rund neun Kilometer östlich des Dorfes. Die SH4 verbindet den Grenzübergang mit Jorgucat und führt weiter nach Nordwesten zur nächstgelegenen, etwa 20 Kilometer entfernten Stadt Gjirokastra, welche wirtschaftliches Zentrum der Umgebung ist. Bei Jorgucat zweigt die SH78 von der SH4 ab, die über den Muzina-Pass in die Region Saranda führt.
Die albanisch-orthodoxe Dorfkirche zu Ehren eines Heiligen Georgs (alb. Shën Gjergji) befindet sich im oberen Dorfteil und wurde 1932 errichtet. 2009 wurden dort insgesamt sieben Ikonen gestohlen, wovon zwei aus dem 18. und fünf aus dem 20. Jahrhundert stammen. Die Ikonen waren im Jahr 1990 vom oberhalb des Dorfes gelegenen (und aufgegebenen) Kloster Ilias aus Sicherheitsgründen in die Kirche gebracht worden.
Am Ortsrand befinden sich die Ruinen eines Kammergrabs aus dem 3. Jahrhundert v. Chr.